# Lucia Goracci
Lucia Goracci (Orbetello, 16 marzo 1969) è una giornalista italiana.

## Biografia
Laureata alla LUISS e iscritta all'albo dei giornalisti professionisti dalla fine degli anni novanta, ha iniziato la sua attività in Rai nella redazione della TGR Sicilia di cui è stata anche conduttrice delle edizioni pomeridiana e serale; successivamente, è stata giornalista inviata in Medio Oriente per TG2 fino all'assunzione al TG3 per il quale è stata una delle conduttrici del Tg3 mezzasera, del Tg3 notte, nonché una delle giornaliste spesso presenti in studio del Tg3 Linea Notte.

Alternava alla presenza in studio il lavoro da inviata all'estero, in particolare in Medio Oriente o in America Latina: ha documentato infatti, tra gli altri, il Terremoto di Haiti del 2010, l'incidente nella miniera di San José in Cile, la guerra civile libica.
Dal 2013 lavora a RaiNews24, il canale all news della Rai, con il quale aveva già collaborato in passato. Continua ad occuparsi di temi internazionali come inviata (ha seguito le elezioni presidenziali in Iran, la visita del Presidente degli Stati Uniti d'America Barack Obama a Berlino, le proteste in Brasile durante la FIFA Confederations Cup 2013, in Egitto contro il presidente Mohamed Morsi, a Gaza nell’agosto 2014). Nel 2015 svolge l'attività di reporter su territorio siriano e iracheno, seguendo il confine con lo Stato Islamico, sulla linea del fronte.
Nell'agosto 2021 è inviata per la Rai a Kabul durante le operazioni atte a garantire la fuga dei profughi afghani dopo la presa di potere dei talebani nel paese, rientrando la sera del giorno 27 con l'ultimo volo di evacuazione attuato dal governo italiano.
Tuttavia la cronista è tornata nella capitale afghana pochi giorni dopo l'inizio di settembre, realizzando sempre come inviata della Rai numerosi servizi dalla città ormai totalmente sotto il controllo dei talebani.
Il 12 dicembre 2021 è stata protagonista di un controverso episodio accaduto a Bucarest, culminato col suo sequestro: recatasi in Romania per documentare le lacune della campagna vaccinale contro il COVID-19 nel paese, la giornalista aveva concordato un'intervista con la senatrice Diana Iovanovici Șoșoacă, ex membro dell'Alleanza per l'Unione dei Romeni (AUR), eletta al Senato della Romania per la contea di Iași, la quale aveva suscitato scalpore per le sue controverse dichiarazioni contrarie alle misure di restrizione COVID-19. La politica, infastidita dalle domande, dopo aver inizialmente invitato la Goracci ad allontanarsi, ha allertato le forze dell'ordine rumene, accusando la troupe del TG1 di furto e violazione di domicilio. La Goracci è stata così trattenuta contro la sua volontà oltre nove ore, dapprima nell'appartamento della senatrice e successivamente in un commissariato, salvo poi essere rilasciata grazie all'intervento dell'ambasciata italiana.
Dal 22 maggio 2022 è corrispondente estera dagli Stati Uniti nella sede RAI di New York.
Nel 2024 è stata inviata in Libano come corrispondente nella Guerra Israele - Libano. La mattina dell'8 ottobre la troupe di cui faceva parte è stata aggredita nei pressi di Sidone e l'autista di essa è morto di infarto in conseguenza dell'attacco.

## Premi e riconoscimenti
- Nel 2011 riceve il Premio Ilaria Alpi
- Nel 2012 le è assegnato il Premio Luigi Barzini all'inviato speciale
- Nel 2017 riceve il Premio giornalistico Archivio Disarmo "Colombe d'Oro per la Pace"[8]
- Nel 2019 ha vinto il Premio per la Cultura Mediterranea - Fondazione Carical a Cosenza, nella Sezione Cultura dell'Informazione per la sua attività di inviata e corrispondente da aree caratterizzate da conflitti e da emergenze umanitarie.
- Nel 2025 ha vinto il "Premio alla carriera" della nona edizione del Premio "Goffredo Parise per il Reportage 2025 di Antonio Barzaghi", in quanto "inviata Rai sui fronti più caldi del mondo, da Kabul al Libano alla striscia di Gaza, e dal 2022 corrispondente estera dagli Stati Uniti". La premiazione si è svolta sabato 7 giugno ore 17:00 al Teatro Mario del Monaco di Treviso.[9]